# Pachomètre
Un pachomètre ou détecteur d'armatures, est un instrument destiné à mesurer l'épaisseur de béton au-dessus de barres de renfort ou de tuyaux métalliques armés. 
Dans ce dernier contexte, il permet de localiser les armatures d'un ouvrage en béton armé, en mesurant la perturbation d'un champ magnétique généré en surface du béton.
Un Pachomètre, appelé aussi ferroscan ou profometer (selon le constructeur), est un instrument destiné à mesurer l'épaisseur de béton au-dessus de barres de renfort ou de tuyaux métalliques. Un pachomètre peut indiquer la profondeur de l'armature, son emplacement, son orientation et son diamètre.

## Principe de fonctionnement
Le pachomètre commence à émettre un signal sonore dont l'intensité augmente, et la barre du témoin d'intensité de signal sur l'écran s'allonge. Lorsque l'armature se situe sous le centre de la sonde de recherche, l'intensité du signal est à son maximum et l'épaisseur de couverture (profondeur) apparait sur l'écran.